# كو كورستين
كو كورستين (بالهولندية: Ko Korsten)‏ (2 مايو 1895 – 3 أكتوبر 1981) هو سبّاح هولندي راحل، مثّل بلاده في الألعاب الأولمبية الصيفية 1920.

## روابط خارجية
كو كورستين على موقع أوليمبيديا (الإنجليزية)